# Bullet (typografie)
Een bullet • (Engels voor kogel) of blikvanger, ook wel 'rondje' of 'middenpunt', is een typografisch tekentje, ook wel opsommingsteken.  Met een bullet wordt doorgaans een visueel accent gelegd op hetgeen er na de bullet volgt.
De vorm van de bullet is meestal een dicht zwart of open wit rondje, maar andere vormen komen ook voor, zoals handjes, figuurtjes, vierkantjes, driehoekjes, of sterretjes.
Opsommingstekens zijn erg geschikt voor lijsten en opsommingen, bijvoorbeeld:
- eerste item
  - eerste subitem
  - tweede subitem
- tweede item
- etc.

Opsommingstekens in een tekst zorgen voor een doorbreking van lange tekst. Bijvoorbeeld:
"Lorem ipsum dolor sit amet, consectetur adipiscing elit. Vivamus libero leo, pellentesque ornare, adipiscing vitae, rhoncus commodo, nulla.
- Fusce quis ipsum. Nulla neque massa, feugiat sed, commodo in, adipiscing ut, est. In fermentum mattis ligula. Nulla ipsum. Vestibulum condimentum condimentum augue.

Nunc purus risus, volutpat sagittis, lobortis at, dignissim sed, sapien. Fusce porttitor iaculis ante. Curabitur eu arcu. Morbi quam purus, tempor eget, ullamcorper feugiat, commodo ullamcorper, neque."
Hierin staat voor "Fusce" nu een bullet.

## Codes
De bullet correspondeert met Unicode-karakter 0x2022. In HTML geeft de code &bull; en &#x2022; respectievelijk • en •, maar de semantiek vereist dat bullets alleen zichtbaar worden met juist gebruik van de <li>-tag binnen een ongeordende lijst (<ul>).
Unicode definieert ook een driehoekige bullet ‣ (U+2023).
In teksten kan ook met 'normale' letters een bullet weergegeven worden, zoals met de o (kleine letter o) en O (hoofdletter O) en 0 (de nul). Ook wordt het liggend streepje - (het min-teken) of de * (de asterisk) wel als bullet gebruikt.